# Ictidosuchus
Ictidosuchus is een geslacht van uitgestorven synapsiden binnen de familie Ictidosuchidae. Het leefde tijdens het Laat-Perm in wat nu Zuid-Afrika is. Het was een kleine theriodont en een carnivoor.
De typesoort Ictidosuchus primaevus werd in 1900 benoemd en beschreven door Robert Broom. De geslachtsnaam is een combinatie van het Grieks iktis, 'wezel', en Souchos, de naam van de Egyptische krokodillengod. De soortaanduiding betekent 'de oeroude' in het Latijn.
Het holotype is AMNH 5529, een schedel, linkerschoudergordel, opperarmbeenderen en scheenbeen bij Pearston gevonden in de Teekloofformatie.
Een tweede soort Ictidosuchus longiceps Broom, 1920, werd in 1931 door hem hernoemd tot een eigen geslacht Ictidosuchoides.
De scapulierboog lijkt meer op die van Rhopalodon dan op die van Dicynodon, terwijl de ravenbeksbeen inderdaad vergelijkbaar is met die van het laatste geslacht. Het opperarmbeen en het dijbeen zijn zeer zoogdierachtig. Het kuitbeen is half zo dik als het scheenbeen.